# 费代迈什
费代迈什，是匈牙利赫维什州所辖的一个村。总面积8.62平方公里，总人口306，人口密度35.5人/平方公里（2011年1月1日）。